# Bruno Coulais
Bruno Coulais (nascido em 13 de Janeiro de 1954) é um compositor francês, mais conhecido por criar trilhas sonoras de filmes.  Ele recentemente compôs cançõespara o filme O Segredo de Kells, lançado em 12 de Março de 2010. Um grande sucesso foi Coraline (de 2009), onde ele compôs todas as canções.

## Vida e Carreira
Coulais nasceu em Paris; o pai dele é de Vendée e a mãe nasceu em Paris. Coulais começou na música tocando violino e piano, com o objetivo de se tornar um compositor contemporâneo de música clássica.  No entanto, ele desistiu desse seguimento e começou a fazer trilhas sonoras de filmes. Coulais foi particularmente influenciado pelo filme François Reichenbach, onde os produtores também convidaram-no em 1977 para gravar a trilha sonora do filme México mágico. A primeira produção da trilha foi do filme longa-metragem de 1986 La femme secrète de Sébastien Grall. Até o final dos anos 90, ele permaneceu de baixo perfil, compondo principalmente para a televisão. Seu nome muitas vezes é citado em filmes de TV como Gérard Marx e Laurent Heynemann. Ele também compôs as trilhas sonoras de Christine Pascal de 1992 como Le petit prince a dit, e Agnès Merlet com Le fils du requin no ano de 1993.
Em 1994, ele conheceu o produtor de televisão Josée Dayan, que-o deixou para escrever o tema para a série de TV La rivière esperance, exibido na Rede de Televisão France 2 no Outono de 1995. Ele trabalhou com Dayan novamente com outras grandes produções como Le Comte de Monte-Cristo, Balzac, e Les nuiteux.
O maior ponto de viragem da sua carreira aconteceu em 1996, quando trabalhou com os diretores Claude Nuridsany e Marie Pérennou do documentário Microcosmos. Este filme único, deu uma grande importância para a música, foi um grande sucesso que de Coulais um dos compositores mais procurados da música do cinema francês. Em 1997, ganhou o "Prêmio César", prêmio de melhor trilha sonora de um filme, bem como a Victoire de la Musique. Sua reputação foi confirmada pelas trilhas sonoras de Himalaia (1999) e [Rivières [Les Pourpres]] (2000), e após o nome de Bruno Coulais foi encontrado na maior parte dos grandes sucessos franceses, assim como como o Belphégor e Vidocq.
Depois de produzir a trilha sonora de Winged Migration em 2001, Coulais anunciou que queria reduzir significativamente suas contribuições para cinema, música e concentrar-se em outros projetos, tais como a criação de uma ópera para as crianças, e colaborações com Akhenaton, Akhenaton grupo IAM e o Córsega, com quem havia trabalhado desde que ele tinha feito a trilha sonora do filme Jacques Weber e Don Juan em 1998.
Em 2002, seu nome foi encontrado nos créditos finais da animação L'enfant qui voulait être un nosso , e em 2004, com Frédéric Schoendoerffer e Agents. No mesmo ano, ele escreveu a trilha sonora do filme Les Choristes por Christophe Barratier, que posteriormente se tornou um sucesso internacional. A música para este filme recebeu como um grande elogio como o próprio filme, e ganhou seu terceiro prêmio "César". Desde então, colaborações de Coulais no cinema parecem estar limitadas às obras de diretores com quem já compartilha um pouco de história, em especial Jacques Perrin, Frédéric Schoendoerffer, e James Huth.
Em 2009 ele venceu o 37th Annie Awards na categoria "Música em Produção de Recursos" pelo filme Coraline e o Mundo Secreto.
O estilo musical de Bruno Coulais pode variar significativamente entre diferentes projetos, mas existem alguns fatores constantes visível: o seu gosto pela ópera e para a voz humana (em especial o das crianças), para a busca de originais sonoridades, para o mundo da música e mistura de diferentes culturas musicais e, finalmente, uma certa tendência para privilegiar o ambiente criado por iluminação, e não a narração do filme.

## Filmografia
- La femme secrète, 1986, dirigido por Sebastien Grall
- Qui trop embrasse, 1986, dirigido por Jacques Davila
- Zanzibar, 1988, dirigido por Christine Pascal
- La campagne de Cicéron, 1990, dirigido por Jacques Davila
- Le jour des rois, 1991, dirigido por Marie-Claude Treilhou
- Le fils du requin, 1992, dirigido por Agnes Merlet
- Le retour de Casanova, 1992, dirigido por Edouard Niermans
- Les équilibristes, 1992, dirigido por Nico Papatakis
- Le Petit prince a dit, 1992, dirigido por Christine Pascal
- Vieille canaille, 1992, dirigido por Gérard Jourd'hui
- Waati, 1994, dirigido por Souleymane Cissé
- Adultère mode d'emploi, 1995, dirigido por Christine Pascal
- Microcosmos, 1995, dirigido por Claude Nuridsany
- La famille Sapajou (televisão), 1997, dirigido por Elisabeth Rappeneau
- Déjà mort, 1997, dirigido por Olivier Dahan
- Préférence, 1997, dirigido por Gregoire Delacourt
- Gaetan et Rachel en toute innocence, 1997, dirigido por Suzy Cohen
- Don Juan, 1998, dirigido por Jacques Weber
- Belle maman, 1998, dirigido por Gabriel Aghion
- The Count of Monte Cristo (mini-série), 1998, dirigido por Josée Dayan
- Serial Lover, 1998, dirigido por James Huth
- Balzac (série de televisão), 1999, dirigido por Josée Dayan
- Épouse-moi, 1999, dirigido por Harriet Marin
- La débandade, 1999, dirigido por Claude Berri
- Scènes de crimes, 1999, dirigido por Frédéric Schoendoerffer
- Le libertin, 1999, dirigido por Gabriel Aghion
- Un dérangement considérable, 1999, dirigido por Bernard Stora
- Zaide, un petit air de vengeance, 1999, dirigido por Josée Dayan
- Himalaya - l'enfance d'un chef, 1999, dirigido por Éric Valli
- Comme un aimant (The Magnet), 2000, dirigido por Kamel Saleh e Akhenaton
- Les rivières pourpres (The Crimson Rivers), 2000, dirigido por Mathieu Kassovitz
- Harrison's Flowers, 2000, dirigido por Elie Chouraqui
- Belphégor, le fantôme du Louvre, 2000, dirigido por Jean-Paul Salomé
- De l'amour, 2000, dirigido por Jean-Francois Richet
- Un aller simple, 2000, dirigido por Laurent Heynemann
- Vidocq, 2000, dirigido por Pitof
- Origine océan quatre milliards d'annees sous les mers, 2001, dirigido por Gérald Calderon
- L'enfant qui voulait être un ours, 2001, dirigido por Jannick Astrup
- Le Peuple migrateur (Winged Migration), 2001, produzido por Jacques Perrin
- Genesis, 2002, dirigido por Claude Nuridsany e Marie Pérennou
- Agents secrets , 2003, dirigido por Frédéric Schoendoerffer
- Les choristes, 2004, dirigido por Christophe Barratier
- Je préfère qu'on reste amis..., 2004, dirigido por Eric Toledano
- Brice de Nice, 2004, dirigido por James Huth
- Milady (television), 2004, dirigido por Josée Dayan
- Sometimes in April (television), 2005, dirigido por Raoul Peck
- Les Rois Maudits (mini-série), 2005, dirigido por Josée Dayan
- Gaspard le bandit (television), 2006, dirigido por Benoît Jacquot
- La Planète Blanche, 2006, dirigido por Thierry Piantanida e Thierry Ragobert
- Truands (2007), dirigido por Frédéric Schoendoerffer
- Le Deuxième souffle (2007), dirigido por Alain Corneau
- Les Femmes de l'ombre (2008), dirigido por Jean-Paul Salomé
- Living in Emergency: Stories of Doctors Without Borders (2008), dirigido por Mark N. Hopkins
- MR 73 (2008), dirigido por Olivier Marchal
- Coraline e o Mundo Secreto (2009), dirigido por Henry Selick
- The Secret of Kells (2009), dirigido por Tomm Moore
- Océans (film), 2010, dirigido por Jacques Perrin
- Babies (Documentary), 2010, dirigido por Thomas Balmes
- Turk's Head (2010), dirigido por Pascal Elbé
- The Chameleon (2010) dirigido por Jean-Paul Salomé